# Amadeo Tortajada Ferrandis
Amadeo Tortajada Ferrandis (Valencia, 1890 - Madrid, 1965) fue un archivero y bibliotecario valenciano.
Dirigió, entre otros, la biblioteca privada de Alfonso XIII. Fue fundador y primer presidente (1949) de la Asociación Nacional de Archiveros, Bibliotecarios y Arqueólogos (ANABAD). Se encargó de organizar la biblioteca general y fue director de las Bibliotecas del Consejo Superior de Investigaciones Científicas, cargo que ocupó hasta a su jubilación, en 1960. También fue el director del Instituto Nacional de Bibliografía Nicolás Antonio, encargándose de la dirección de la revista de este instituto, Bibliografía Hispana. Ha publicado diversos trabajos bibliográficos y ha representado al Estado español en diversos congresos internacionales de bibliografía. Entre sus tareas al frente de las bibliotecas del CSIC se ocupó de la valoración y adquisición de diferentes bibliotecas personales, como la del compositor Anselmo González del Valle, que después de varios trámites, y con la ayuda preferente de Higinio Anglés y Miguel Querol, fue adquirida a través del Instituto Español de Musicología para el CSIC. En 1943, después de la muerte del poeta y folclorista Francisco Rodríguez Marín (1855-1943), se ocupó también de adquirir su magnífica biblioteca y archivo personal procedentes de su legado.

## Publicaciones
- Tortajada Ferrandis, Amadeo (1949). Las bibliotecas en España: su movimiento y estado actual (1939-1949). Madrid.
- Tortajada Ferrandis, Amadeo (1950). Las bibliotecas del Consejo: coordinación de sus servicios: objetivos de información bibliográfica y documental. Madrid.
- Amaniel, Carmen de (dir.); Tortajada Ferrandis, Amadeo (1952). Materiales de investigación: índice de artículos de revistas. (1939-1949). Madrid: Consejo Superior de Investigaciones Cientificas.